# 고타마 붓다의 보리수

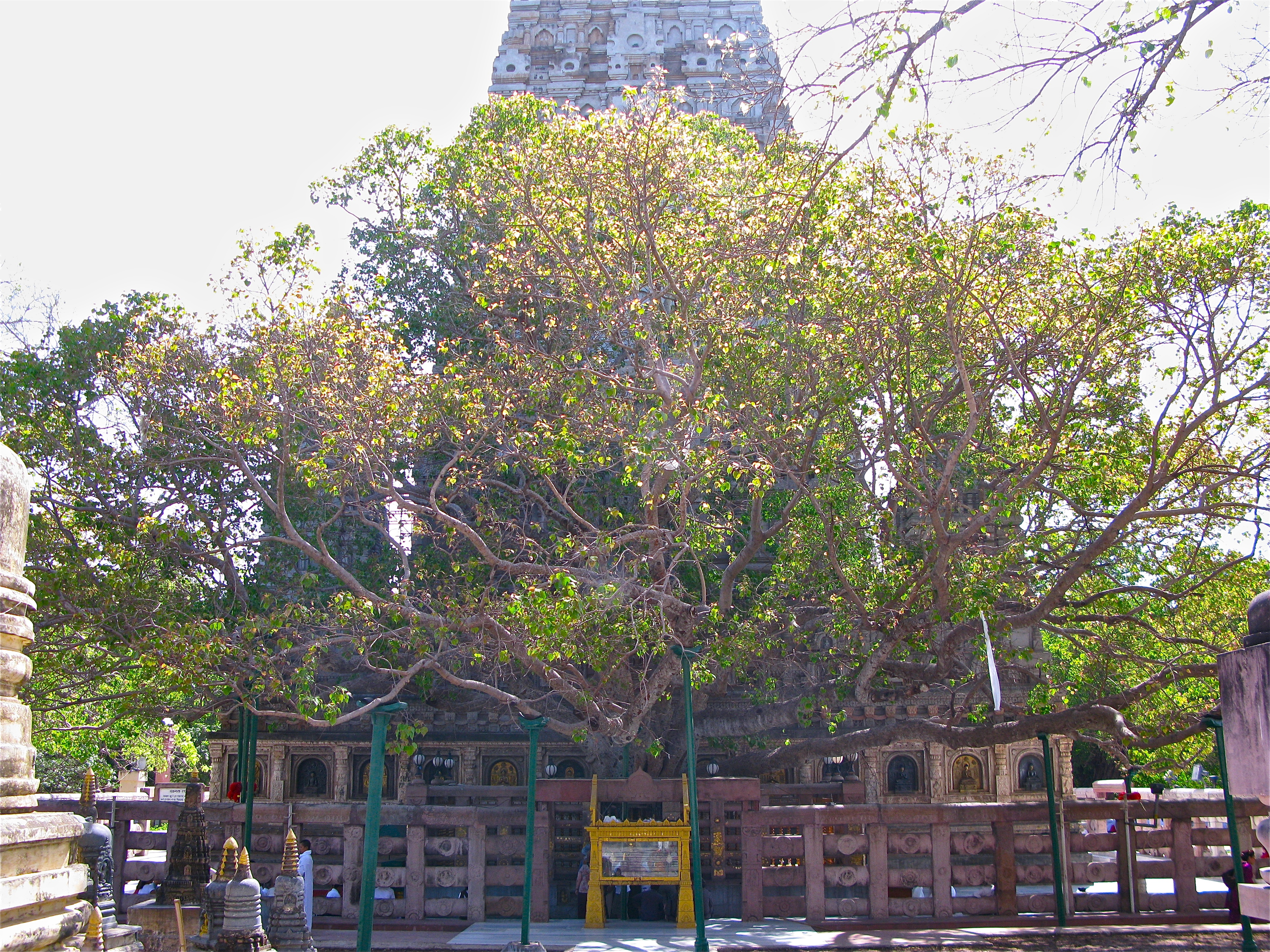

석가모니의 보리수는 불교의 창시자 석가모니가 나무 뿌리에 앉아 깨달음을 얻은 보리수를 말한다.

## 역사
세계에서 가장 오래된 보리수인 스리 마하 보리수는 기원전 3세기 인도 아쇼카 왕의 딸 상가미타가 인도 부다가야의 보리수 가지를 가져와 옮겨 심은 것이다. 이 보리수는 부처가 정각(正覺)을 이룬 나무로 신성시된다. 수령(樹齡)이 2,200년이 넘는 이 보리수는 잎은 무성하지만 줄기는 믿어지지 않을 만큼 가늘다.보리수 오른편에는 40개씩의 돌기둥이 40줄로 늘어서 있는 ‘로하 파사다’ 절터가 있어 그 옛날의 영화를 보여준다. 그 너머로는 높이가 50m에 이르는 루완웰 리 대탑이 하늘을 찌를 듯 위용을 드러내는데, 이 탑은 338개의 코끼리 조각품으로 둘러싸여 있어 이채롭기 그지없다.

## 대한민국
2014년 1월 16일, 박근혜 대통령이 인도 뉴델리를 방문, 만모한 싱 인도 총리와 한-인도 정상회담을 했으며, 인도 정부가 석가모니 보리수를 기증해, 국립수목원 열대식물자원연구센터 온실에 심었다. 40 m 높이까지 자라는데, 한국의 기후에는 맞지 않아서 온실이 필요하다. 보드가야 보리수나무는 석가모니 부처님이 득도한 보리수나무의 씨앗을 채취해 묘목으로 키운 것으로 태국과 스리랑카에 이어 한국에 세 번째로 선물했다. 인도 정부는 이 인도보리수가 석가모니 부처의 현신과 같은 존재로 여겨 함부로 나무를 증식하는 데 반대한다.
2019년 2월 22일, 나렌드라 모디 인도 총리가 한국을 국빈방문해 문재인 대통령과 정상회담을 했다. 인도 정부는 김해시에 석가모니 보리수를 기증했다. 인도 정부는 지금까지 태국, 스리랑카 등 7개 국가에 석가모니 보리수 8본을 기증했으며 우리나라는 지난 2014년 한-인도 정상회담의 우호 상징목으로 기증받았다.

## 같이 보기
- 영목